# Cailtram
Cailtram, també conegut amb el nom de Cailtram mac Girom, va ser rei dels pictes del 537 (?) al 538 (?).
Segons la llista de reis de la Crònica picta, Cailtram hauria regnat durant un període d'entre un i sis anys, després dels seus germans Drest i Gartnait. Les dues llistes existents de la Crònica picta no concorden en l'ortografia del seu nom; les variants que hi trobem seran Cailtarni i Cailtaine. Versions més tardanes mencionen a Kelhiran, Kelturan i Kyburcan.
Sembla ser el tercer fill de Girom, mencionat com a rei, tot i que Drest no apareix descrit com un germà de Cailtram i Gartnait.